# Jiří V. Neustupný
Jiří Václav Neustupný (ur. 31 października 1933 w Pradze, zm. 2 lipca 2015 w Melbourne) – czeski językoznawca, japonista.

## Życiorys
W 1957 r. ukończył studia z zakresu orientalistyki i językoznawstwa ogólnego na Wydziale Filozoficznym Uniwersytetu Karola. W 1964 r. otrzymał stopień kandydata nauk w Czechosłowackiej Akademii Nauk. W 1966 r. objął stanowisko profesora japonistyki na Monash University (Australia). Od lat 90. XX w. wykładał w Japonii na uczelniach w Osace i Chibie oraz na Oberlin University. Wniósł wkład w teorię planowania językowego i kształcenia językowego w Japonii. Współtwórca Language Management Theory. W 2013 r. został odznaczony Orderem Wschodzącego Słońca.

## Wybrane publikacje
- Neustupný, J. V. (1974) Basic types of treatment of language problems. [w:] J. A. Fishman (red.), Advances in Language Planning (s. 37–48). The Hague–Paris: Mouton (preprint w „Linguistic Communications” 1, 1970, 77–98).
- Neustupný, J. V. (1978) Post-Structural Approaches to Language: Language Theory in a Japanese Context, Tokyo: University of Tokyo Press.
- Neustupný, J. V. (1982) Gaikokujin tono komyunikēshon, Tokyo: Iwanami Shinsho.
- Neustupný, J. V. (1987) Communicating with the Japanese, Tokyo: The Japan Times.
- Jernudd, B. H.; Neustupný, J. V. (1987) Language planning: for whom? [w:] L. Laforge (red.), Actes du Colloque international sur l’aménagement linguistique / Proceedings of the International Colloquium on Language Planning (s. 69–84). Québec: Les Presses de L’Université Laval.
- Neustupný, J. V. (1995) Atarashii nihongo kyōiku no tameni, Tokyo: Taishūkan.
- Neustupný, J. V.; Nekvapil, J. (2003) Language management in the Czech Republic. „Current Issues in Language Planning” 4(3–4), 181–366.